# Santiago de Huata (gemeente)
Santiago de Huata is een gemeente (municipio) in de Boliviaanse provincie Omasuyos in het departement La Paz. De gemeente telt naar schatting 9.028 inwoners (2018). De hoofdplaats is Santiago de Huata.